# 米卡爾·菲利普
米卡爾·菲利普（波蘭語：Michał Filip；1994年8月31日—）是一位波蘭排球運動員。他現在效力於波蘭球隊AZS Politechnika Warszawska。他也是波蘭國家男子排球隊的一員。